# François-Xavier Garneau
François-Xavier Garneau (* 15. Juni 1809 in Québec; † 3. Februar 1866 ebenda) war ein kanadischer Notar, Lyriker und Historiker.

## Leben
Garneau war Nachfahre von Louis Garnault, einem Einwanderer aus Poitu, der 1659 nach Kanada kam. Er wuchs in armen Verhältnissen auf. Sein Vater, der keine Ausbildung hatte, arbeitete als Sattler, Fuhrmann, Kapitän eines Handelsschoners und schließlich als Gastwirt. Garneau besuchte eine lokale Schule und ab dem zwölften Lebensjahr zwei Jahre lang eine von Joseph-François Perrault gegründete Schule der Congrégation des Hommes de la Haute Ville. Da seine Eltern eine weitere Ausbildung am Séminaire de Québec nicht finanzieren konnten, nahm er eine Arbeit im Büro Perraults auf, der ihn förderte, ihm Englisch-, Latein- und Geschichtsunterricht gab und ihm seine Bibliothek zur Verfügung stellte.
1825 begann er eine Ausbildung bei dem Notar Archibald Campbell, bei dem später auch der Schriftsteller Pierre Petitclair und der Maler Sébastien Falardeau lernten. Auch Campbell förderte in bei seinen Sprach- und Geschichtsstudien und ermöglichte ihm 1828 eine Reise in die USA. 1830 erhielt Garneau seine Zulassung als Notar. Er arbeitete in diesem Beruf bis 1844 und war dann bis 1864 Stadtschreiber von Québec.
Von 1831 bis 1833 unternahm Garneau eine Europareise mit mehreren Aufenthalten in London und Paris. Nach seiner Rückkehr veröffentlichte er Gedichte in der Zeitschrift Le Canadien. Im Dezember 1833 gründete er die Wochenzeitschrift L’Abeille canadienne, die bereits zwei Monate später wieder eingestellt wurde. Im Februar 1834 trat er in das Notariat Louis-Théodore Besserer ein, von dem er sich 1836 wieder trennte, um ein eigenes Notariat zu gründen. 1837 wurde er Kassierer der Bank of British North America, 1839 Angestellter der Quebec Bank, arbeitete aber weiterhin bei Gelegenheit als Notar.
Seinen ersten historischen Text veröffentlichte Garneau 1837 in Le Canadien. Mit Louis-David Roy gründete er die teils literarisch, teils wissenschaftlich ausgerichtete Wochenzeitschrift L’Institut, ou Journal des étudians, deren erste Ausgabe 1841 erschien. 1842 erhielt er den Posten als Übersetzer für Französisch beim Senat von Kanada und hatte so Zugang zu dessen von Georges-Barthélemi Faribault zusammengestellter Bibliothek. Zugleich hatte er Zugang zu den Sammlungen der Literary and Historical Society of Quebec, deren Mitglied er war. 1842 war er Mitbegründer der Société Saint-Jean-Baptiste, deren Präsident Pierre-Martial Bardy wurde.
Zwischen 1835 und 1845 veröffentlichte Garneau vierzehn Poeme, darunter Au Canada, A lord Durham, L’Hiver, Le Dernier Huron, Les Exilés, und Le Vieux Chêne. In der Zeitschrift Le Canadien erschien 1843 ein Artikel über die Reisen Jacques Cartiers. Der erste Band seines Hauptwerkes Histoire du Canada erschien 1845. Der zweite Band folgte 1846, der dritte 1848. Ein Supplementband von 1852 umfasste die Geschichte bis 1840. Das Werk brachte Garneau den Ruf des Vaters der kanadischen Geschichtsschreibung.
1848 veröffentlichte James Huston achtzehn Gedichte Garneaus in seinem Le répertoire national, ou recueil de littérature canadienne. Seine Erinnerungen an seine Reisen nach England und Frankreich erschienen 1854–55 in der Zeitschrift Le Journal de Quebec und wurden 1855 von Augustin Côté als Buch unter dem Titel Voyage en Angleterre et en France dans les années 1831, 1832 et 1833 verlegt. Ebenfalls bei Côté erschien 1856 Abrégé de l’histoire du Canada depuis sa découverte jusqu’à 1840, à l’usage des maisons d’éducation; von dem Werk wurden bis zu den 1880er Jahren 30.000 Exemplare verkauft.
Bereits seit 1842 litt Graneau an Epilepsie. 1847 erlitt er einen epileptischen Anfall, der zusätzlich durch eine Typhusinfektion und Wundrose kompliziert wurde. In der Nacht vom 2. zum 3. Februar 1866 starb er an den Folgen eines epileptischen Anfalles in Verbindung mit einer Rippenfellentzündung.